# کاستنیرو
کاستنیرو (به ایتالیایی: Castegnero) یک کومونه در ایتالیا است که در استان ویچنزا واقع شده‌است. کاستنیرو ۱۱ کیلومتر مربع مساحت و ۲٬۹۵۳ نفر جمعیت دارد.